# استئصال الورم الليفي الرحمي
استئصال الورم الليفي الرحمي (بالإنجليزية-fibroidectomy) ويسمى أيضا استئصال الورم العضلي (Uterine myomectomy)، وهو إجراء جراحي يتم فيه استئصال للعضلات الملساء في الرحم (ورم عضلي أملس رحمي- Uterine fibroid)، والمعروفة أيضا باسم الأورام الليفية. وهو يختلف تماما عن إجراء استئصال الرحم، حيث في هذه العملية يتم في اغلب الحالات الحفاظ على الرحم حيث يمكن للالمرأة ان تحمل وتنجب.

## الإجراءات
يستدعي القيام بالعمل الجراحي إذا كان هناك نمو سريع في هذه الأورام أو اعراض مستمرة ولا يوجود رغبة في الإنجاب مستقبلاً فإن استئصال الرحم مع الأورام خيار صائب ويشار به.
والمدة اللازمة للشفاء الكامل خلال اربع اسابيع.تتم عملية استئصال الورم الليفي الرحمي بعدة طرق:
- البطن: استئصال الورم العضلي عن طريق فتح البطن مع شق البطن، إما رأسيا أو أفقيا. مرة واحدة يتم فتح التجويف البريتوني، ويتم ازالة الورم الليفى ثم خياطة الشق الموجود بجدار الرحم. وهذه العملية هي السائدة في حالة وجود اورام ليفية عديدة أوعندما تكون الأورام الليفية ذات حجم كبير.
- تنظير البطن: استئصال الورم عن طريق المنظار البطني: يمكن اللجوء لهذا النوع من العمليات في بعض الحالات وذلك إذا كانت الأورام متواجدة في الطبقة الخارجية للرحم حيث يمكن استئصالها من خلال المنظار البطني. وهو عبارة عن منظار يوضع في داخل تجويف البطن عن طريق فتحة صغيرة في الصرة، بالإضافة إلى ثلاث فتحات أخرى يتم إدخال الأدوات عن طريقها لاستئصال الألياف الرحمية، يُمكن أيضًا استخدام الليزر في عمليات تنظير البطن لإذابة الأورام الليفية الرحمية والتخلص من الأعراض المصاحبة لها. تحتاج هذه العملية لمهارة كبيرة من الطبيب واجهزة طبية متقدمة ولا تصلح للأورام الليفية الكبيرة. ولكن يتم العمل بهذا الإجراء للاورام التي يكون حجمها ما بين 3 إلى 10 سم.
- الجراحة الروبورتية: باستخدام نظام دافنشي الجراحي. لعدد محدود الحالات، ولكن لم يثبت أن النتائج في هذا الجراء متفوقة على إجراء تنظير البطن.

.
- استئصال عن طريق المنظار الرحمى: تم هذا الإجراء في الورم الليفي الذي زاد حجمه عن 5 سم. في هذا الإجراء الجراحي، يتم ادخال منظار موصول بكاميرة فيديو واضائة عن طريق عنق الرحم ويتم تصوير تجويف الرحم من الداخل واكتشاف أي التهابات في بطانة الرحم ورؤية فتحات قناة فالوب من داخل الرحم وأيضا يكشف عن وجود اى اورام ليفية أو عيوب خلقية بالرحم، كما يمكن إزالة الزوائد اللحمية أو الأورام الليفية الصغيرة الموجودة بتجويف الرحم أيضا بالمنظار الرحمي. في بعض الحالات تكون هناك حاجة إلي أكثر من أجراء جراحي وتكون مدة القيام بكل إجراء بين شهر إلى شهرين للوصول إلى اللأستئصال التام للتليف. لا تصلح هذا الإجراء للأورام الليفية الكبيرة ولكن يتميز بعدم الحاجة لعمل شق في البطن أو فتحات في البطن ويمكن للمصابة العودة لمزوالة الحياة الطبيعية بعد يومين من إجراء هذه العملية.
قد لا يكون من الممكن إزالة كل الأورام، ولكن العمل الجراحي يمنع آفات جديدة من النمو.

## المضاعفات والمخاطر
-ارتفاع خطر تمزق الرحم أثناء الحمل في وقت لاحق.
- مشاكل التخدير مثل الدخول في غيبوبة أو الحساسية من المواد المخدرة.
- مشاكل في التنفس.
-خطر التصاق داخل البطن أو داخل الرحم أو حول المبيض أو تشكيل ندبة حول تجويف الرحم، مما يؤدي إلى القيام بعملية قيصرية للمراة الحامل لاحقا.ومن الممكن ان تؤثر على الانابيب أو المبايض.
- حدوث نزيف اثناء العملية أو بعدها قد يحتاج حينها لعملية نقل الدم. مماقد يتسبب في انتقال بعض الأمراض مثل فيروس الكبدى الوبائى سى أو حتى الإيدز.
- حدوث تلوث أو التهابات بالجرح.
- توقف مؤقت لنشاط الأمعاء.
- حدوث جلطات بالساق بعد العملية من طول فترة النقاهة بالفراش.
- عودة الأعراض المرضية والورم الليفي وهذا يحدث لحوالي من 30%إلى 40% من الحالات مما يستدعي الحاجة لعمل جراحة ثانية لازالة للأورام الليفية مرة أخرى.
- قد يحدث نزيف شديد أثناء العمل الجراحي مما قد يستوجب في بعض الحالات إلى إستئصال كامل وفقدان للرحم.
-ان ثلث النساء الذين خضعوا لهذه العمليات سيحتاجون إلى استئصال الرحم في المستقبل.
ان الشيء الرئيسي الذي يفكر فيه الجراحون قبل أي عملية من هذا النوع هو التقليل من النزيف وفقدان الدم اثناء العملية ومنع الالتصاقات التي تحدث بعد العملية والتي بدورهما قد تسبب ضعف الإنجاب مستقبلاً.
في الحالات القليلة يضطر الجراح لاستئصال الرحم اثناء العملية لانقاذ حياة المريضة إذ يصعب التحكم في النزيف المصاحب للعملية.

## ما بعد العمل الجراحي
1- تحتاج المريضة إلى راحة تامة من أعمال المنزل أو الجهود العنيف مثل رفع الأشياء الثقيلة لمدة اسبوعين على الأقل بعدالجراحة ولكن تبدئ المريضة في إجراء بعض التمارين الرياضية البسيطة كل يوم أو محاولة المشى أو الجلوس في اقرب فرصة لتقوية عضلات البطن وتجنب حدوث جلطات دموية.
2- يمكن أن تأخذ المريضة بعض المسكنات لإزالة الألم بعد الجراحة.
3- يفضل أن تأكل المريضة الفواكة والخضروات والابتعاد عن الألبان ومنتجاتها لأنها تسبب الإمساك.
4- يجب على المريضة شرب السوائل بكثرة ومحاولة النوم والراحة على قدر المستطاع فذلك يساعد على
التئام الجرح والفتحة التي تمت بالبطن.

## وصلات خارجية
http://www.myomectomy.net/
http://women.webmd.com/uterine-fibroids/myomectomy-17717
http://www.mdguidelines.com/myomectomy-uterine
http://www.mayoclinic.com/health/myomectomy/MY00501